# Matrimonio igualitario en Chihuahua
El matrimonio entre personas del mismo sexo ha sido legal en el estado mexicano de Chihuahua desde el 12 de junio de 2015, a raíz de un decreto por el Gobernador César Horacio Duarte Jáquez. Por estatuto, en México, si cinco fallos de los tribunales de un mismo asunto dan el mismo resultado, las legislaturas están obligadas a cambiar la ley. En el caso de Chihuahua, más de 20 amparos individuales fueron culminados con el mismo resultado, aun así, la Legislatura no actuó. Antes de que la Suprema Corte de Justicia de la nación ordenara que el Congreso del Estado de Chihuahua actuara, el Gobernador anunció que ya no habría ninguna prohibición futura en el estado.

## Historia

### Amparos
El 30 de abril de 2013, un par de hombres pidió al Registro Civil de Chihuahua que los casara. El Registro Civil se rehusó porque el Código Civil Estatal definía al matrimonio como la unión de un hombre y una mujer. El 7 de mayo de 2013, la pareja apeló la decisión del Registro Civil y el 19 de agosto, Juez José Juan Múzquiz Gómez, del Tribunal del Décimo Distrito de Chihuahua, reconoció que tenían el derecho a casarse. El Registro Civil tuvo hasta el 3 de septiembre para apelar la decisión. No apeló la decisión y dejó que la fecha límite pasara, permitiendo, por lo tanto, que la pareja se casara. El 31 de octubre de 2013, el Tribunal del Séptimo Distrito otorgó un amparo a la segunda pareja en el estado (primera pareja lésbica). En febrero de 2014, se casaron y fueron la primera pareja del mismo sexo en casarse en el municipio de Juárez. El 22 de noviembre de 2013, el Juez Ignacio Cuenca Zamora, del Tribunal del Octavo Distrito, concedió el tercer amparo en el estado a una pareja lésbica. En diciembre de 2013, se le concedió un amparo a la cuarta pareja en Chihuahua. Fueron la primera pareja de hombres en casarse en Juárez y celebraron su matrimonio el 13 de febrero de 2014. En febrero de 2014, el quinto amparo individual en Chihuahua fue concedido a Hiram Gonzalez, presidente del Sectorial de la Diversidad del Partido del Trabajo.